# Улица Гната Юры (Киев)
Улица Гната Юры — улица в Святошинском районе города Киева, жилой массив Никольская Борщаговка. Пролегает от проспекта Леся Курбаса до улицы Якуба Коласа.
Присоединяется улица Петра Куринного. В конце соединена путепроводом с улицей Владимира Покотила.

## История
Возникла в 60-е годы XX века под названием 23-я Новая. Современное название в честь украинского советского актёра и режиссёра Гната Юры — с 1967 года.

## Учреждения и заведения
- Магазин «Детский мир» (д. № 7).
- Прокуратура Святошинского района, отдел ГТС Святошинского района (д. № 9)
- Средняя общеобразовательная школа № 35 (д. № 10-б).
- ТЦ «Квадрат», супермаркет «Сильпо» (д. № 20).